# Hidrotehničke melioracije
Hidrotehničke melioracije su skup hidrotehničkih i (agrotehničkih) mjera, aktivnosti i građevina kojima se ostvaruju optimalni uvjeti za razvoj biljaka.
- Hidrotehničke melioracije sastoje se od:
  - obrane od visokih voda,
  - površinske odvodnje,
  - podzemne odvodnje,
  - navodnjavanja.

Površine koje su uređene uređajima za odvodnju ili uređajima za odvodnju i navodnjavanje, nazivamo melioracijskim površinama.
Najpoznatije su melioracije u Hrvatskoj obavljene kod Vranskog jezera (kraj Biograda na Moru), na delti Neretve, na zapadu Čepićkog polja.

## Povijesni razvoj hidromelioracijskih sustava
- 1876. god. “Društvo za regulaciju rijeke Vuke” osnovano u Osijeku
- 1881. god. “Društvo za regulaciju rijeke Karašice” osnovano u Donjem Miholjcu
- 1891. god. Zakon o vodnom pravu
- 1903. god. Prvi projekt podzemne odvodnje

## Podloge za melioracijska istraživanja i radove
- Geodetske podloge
  - Geodetske podloge imaju obilježja visinske konfiguracije terena na kojima mogu biti vidljive postojeće građevine, infrastruktura, granice posjeda, korištenje zemljišta, vododjelnice.

Za melioracijske svrhe mogu biti korištena sljedeća mjerila 1:1.000,  1:5.000, 1:25.000, 1:100.000.
- Hidrološke podloge
  - Iz hidroloških podloga su potrebne količine Oborina za promatrano područje. Količine služe kao osnovni ulazni parametar mjerodavne količine vode za odvodnju. Za dimenzioniranje melioracijskih sustava potrebno je poznavati Povratna razdoblja s ITP krivulje.

Iz hidroloških podloga za melioracijska istraživanja potrebna je i Bilanca vode.
- Hidrografske podloge
  - podaci o prirodnim i umjetnim vodotocima
  - uzdužni i poprečni profili
  - maksimalni protoci i vodostaji-odvodnja
  - minimalni protoci i vodostaji-navodnjavanje
  - krivulje trajanja i učestalosti

- Meteorološke podloge
  - temperatura zraka (vode),
  - brzine vjetra,
  - vlažnost zraka,
  - trajanje sunčevog sjaja(insolacija)

- Pedološke podloge
  - hidropedološke karakteristike tla
  - hidraulička provodljivost tla
  - infiltracija

- Zahtjevi poljoprivredne proizvodnje
  - Plodored i plodosmjena

- Geomehaničke podloge
  - Za potrebe temeljenja građevina
  - Za potrebe uređenja dna i pokosa

- Ekonomske podloge
  - Elaborat ekonomske opravdanosti

### Meliorativna pedologija
Pedologija je znanost koja se bavi izučavanjem tla kao poljoprivredno-proizvodnog prostora, a meliorativna pedologija je dio pedologije koji se bavi pitanjima temeljite izmjene i poboljšanja tla vodeći računa o individualnosti svakog područja – ukazuje na problem i daje potrebne parametre vezane uz tlo. Dani problemi s potrebitim parametrima imaju visoko značenje za melioracijska istraživanja.
Geneza tla je traženih podataka, a pokazuje uzroke i zakonitosti određenih pojava u tlu. Dok su pedogenetski faktori (klima, reljef, matični supstrat, živi organizmi i vrijeme) potrebiti za određivanje pedogenetskih procesa.
Pedogenetske procese možemo razvrstati u 4 osnovne grupe procesa, a to su:
- tvari koje tlo prima iz okoline - voda, kemijski elementi iz vode i atmosfere, org.tvar nastala biološkom aktivnošću, čestice donesene vjetrom.
- gubici iz tla (dvosmjerni)- ET, gubitak dušika - denitrifikacija, oksidacije, erozija, gubitak vode
- transformacija unutar profila -stvaranje humusa kemijsko trošenje mineralnih čestica.
- Premještanja - otopljenih tvari, aktivnošću faune, kružno kretanje biogenih elematata u tlu.

#### Klasifikacija tla
Pedološka klasifikacija prema, načinu vlaženja i kemijskom sastavu vode predstavlja važan segment pedoloških podloga. 
Tlo se dijeli na osnovne tipove i podtipove. Ovdje ću spomenuti samo osnovne tipove tla, a to su:
- Automorfna tla - nastaju u uvjetima deficitarnog i normalnog vlaženja oborinskom vodom koja se slobodno procjeđuje unutar profila (Aluvij).
- Hidromorfna tla - nastaju zbog prekomjernog vlaženja oborinskom vodom ili stranim vodama različitog podrijetla (kapilarne, poplavne, visoke podzemne vode, cijedne vode).
- Halomorfna tla – obuhvaćaju slana i alkalizirana tla nastala pod utjecajem nepovoljnih stranih voda.
- Suphidratična tla – nastaju u priobalnim područjima jezera i mora.

## Potrebe za površinskom odvodnjom
U sljedećim slučajevima se javlja potreba za površinskom odvodnjom:
- kada imamo prirodne depresije bez mogućnosti gravitacijske odvodnje,
- kada imamo površine koje su često ili povremeno pod utjecajem stagnirajuće oborinske vode ili nereguliranih vodotoka,
- kada imamo površine pod utjecajem pritjecanja podzemnih voda,
- kada imamo površine slabo propusnog zemljišta,
- kada imamo učestalost intenzivnih oborina.

## Vanjske poveznice
- Nacionalni projekt navodnjavanja i gospodarenja poljoprivrednim zemljištem i vodama u RH - PDF  Arhivirana inačica izvorne stranice od 27. rujna 2007. (Wayback Machine)